# Star City (Indiana)
Star City – jednostka osadnicza w Stanach Zjednoczonych, w stanie Indiana, w hrabstwie Pulaski.